# Холопов, Александр Викентьевич
Александр Викентьевич Холопов (19 (31) марта 1880, Вологодская губерния — 19 января 1942, Ленинград) — первый архитектор Республики Коми, художник.

## Биография
Родился 19 (31) марта 1880 года в деревне Кочпон Выльгортской волости Усть-Сысольского уезда Вологодской губернии в семье крестьян, — потомственных иконописцев Холоповых, известных с XVIII века, когда один из представителей рода («отец Зотей») написал икону «Спас Нерукотворный» для Троицкого собора в Усть-Сысольске. Его отец, Викентий Павлович Холопов (1852—1912), состоял в иконописной мастерской Великоустюжской ремесленной управы. Мать, Мария Афанасьевна (1852—1943), кроме Александра, родила ещё пятерых сыновей и двоих дочерей.
Учился в домашней иконописной мастерской и в Усть-Сысольском городском приходском училище. После окончания училища вместе с отцом побывал на Соловках, учился у соловецких иконописцев. К этому периоду относится его самая ранняя известная работа — «Голова старика» (1893). Летом 1897 года поступил на архитектурное отделение МУЖВЗ; учился у профессора Л. М. Браиловского. После окончания училища (1900) остался в нём для получения диплома по архитектуре; в 1903 году он ездил с Браиловским в Новгород, для копирования росписей церкви Спаса на Нередице.
В 1904 году, 14 мая, Александр Викентьевич Холопов обвенчался с дворянкой Верой Дмитриевной Новодворской — дочерью Дмитрия Ивановича и Аллы Владимировны Новодворских, у которых он квартировал — «в Арбатской части 1‑го участка Трубниковского переулка, дом Соловьевой, кв. 16».
Закончив в 1906 году училище, он продолжил образование в Петербурге — в Императорской Академии художеств. Там он занимался в мастерской Леонтия Бенуа. Параллельно в 1907—1909 годах Холопов посещал рисовальный натурный класс. В 1907 году он поступил в помощники к известному зодчему Ф. И. Лидвалю; в 1908—1909 годах участвовал в строительстве здания 2‑го Санкт-Петербургского общества взаимного кредита (Садовая улица, 34). Из-за нерегулярного посещения академии Холопов весной 1909 года был исключён из академии; позже — восстановился и в 1913 году окончил её.
Постепенно он стал больше ориентироваться на интерьерные работы, занялся проектированием мебели, которому посвятил почти десять лет в мастерской фирмы Мельцера. В 1914 году он участвовал в создании порученного мельцеровской мастерской проекта Дворцового моста, ноиз‑за начавшейся войны проект в первоначальном виде не был осуществлён. В 1915 году он участвовал в конкурсе проектов петербургского филиала Волжско-Камского банка. В 1916—1917 годах по проектам Холопова сооружались ангары для гидропланов Морского министерства на Крестовском острове и гидроавиационный завод Мельцера.
В 1918 году вместе с семьёй переехал в Усть-Сысольск, где жил до 1925 года. Он был первым квалифицированным архитектором в Коми крае. Когда в 1921 году Коми стала автономной областью, А. В. Холопов занял должность штатного архитектора столицы автономии. В Усть-Сысольске Холопов выполнил ряд проектов, в том числе Дома спорта, Народного дома, Дома искусств, метеостанции и даже церкви, которые остались на бумаге. Из выполненных: школа в местечке Кируль, законченная постройкой лишь в 1928 году; она сохранилась до нашего времени, но находится в удручающем состоянии. Сохранилось также здание Земского начального училища в с. Выльгорт Сыктывдинского района, проект которого был сделан ещё в 1913 году.

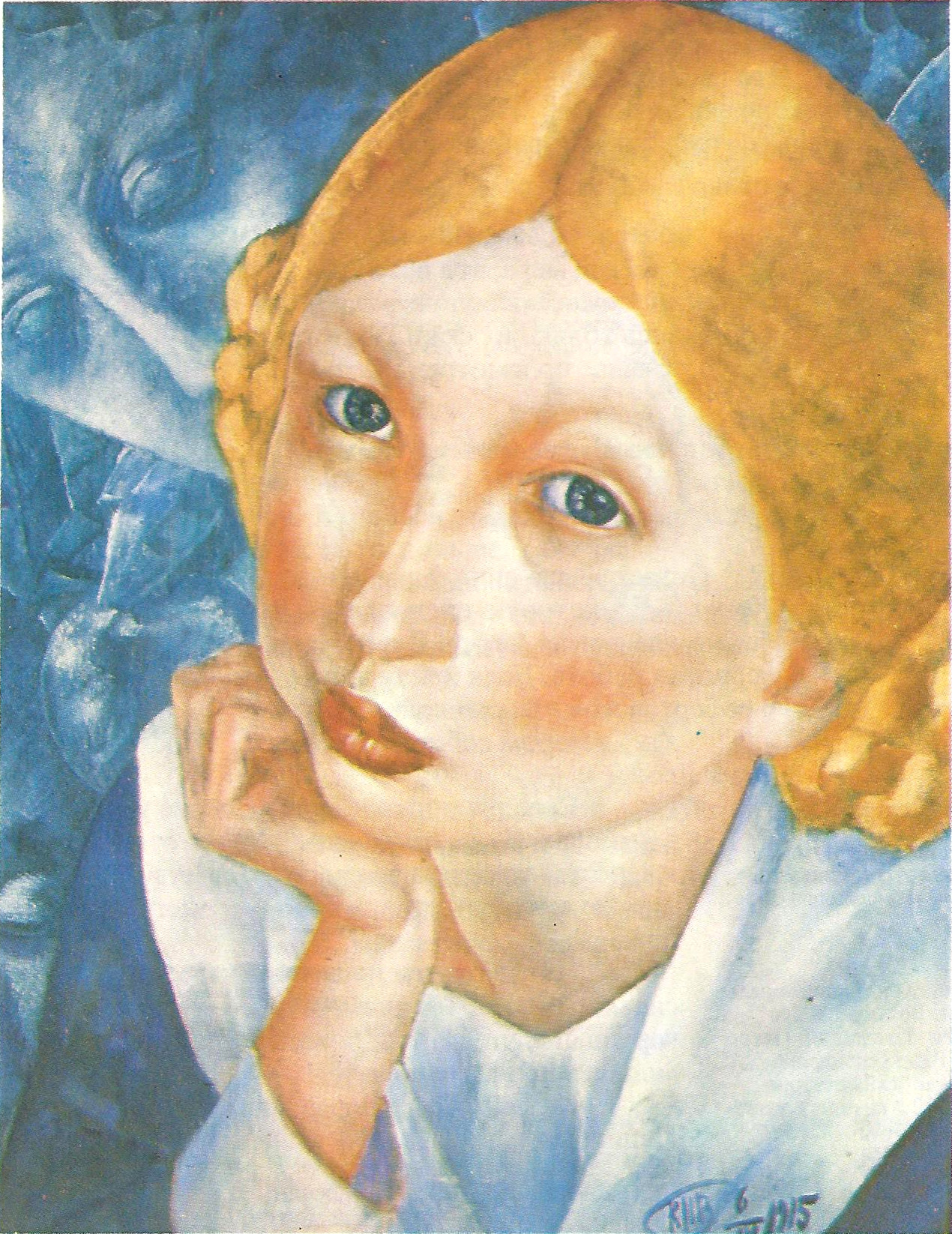
Дочь художника Ариадна в десятилетнем возрасте на портрете кисти Петрова-Водкина, друга супругов Холоповых

Весной 1925 года супруги Холоповы переехали в Архангельск, где в 1928 году по проекту А. В. Холопова на острове Мудьюг был воздвигнут памятник «Жертвам интервенции 1918—1920-х годов». Им были выполнены также проекты зданий правлений трестов «Экспортлес» и «Северолес».
В 1932 году, приехав в Ленинград, Холопов поступил в мастерскую № 3 треста «Ленпроект»; участвовал в проектировании микрорайона Щемиловка, оформлял интерьеры Всероссийского алюминиево-магниевого института, здания гостиницы «Интурист». Здесь он стал членом Ленинградского отделения Союза архитекторов СССР.
Вместе с женой погиб в блокадном Ленинграде.
В собрании Национальной галереи Республики Коми хранится переданная дочерью художника Ариадной Шмидт коллекция архитектурных проектов, рисунков, акварелей, эскизов. Сегодня в Санкт-Петербурге живёт и работает правнучка архитектора — известный в России мультипликатор Дарина Шмидт.